# Dipseudopsis tonkinensis
Dipseudopsis tonkinensis is een schietmot uit de familie Dipseudopsidae. De soort komt voor in het Oriëntaals gebied.